# Наташа Манор
Наташа Манор (івр. נטשה מנור, театральний псевдонім, справжнє ім'я Наталія Войтулевич-Манор, до шлюбу Силантьєва) — радянська та ізраїльська театральна і кіноакторка та журналістка. Провідна акторка театру «Гешер», ведуча програми «Сім сорок» на каналі «Ізраїль плюс».

## Біографія
Наталія Силантьєва народилася 15 серпня 1958 року в місті Ульяновськ. Отримала вищу освіту в Ульяновському юридичному інституті. Навчалася два роки у Всеросійському державному інституті кінематографії (ВДІКу) на відділенні кінознавства, потім перейшла до Ленінградського державного інституту театру, музики і кінематографії (ЛДІТМІК) на курс Лариси Мальованої. Там вона познайомилася зі своїм першим чоловіком Ігорем Войтулевичем. Після весілля вони переїхали до Москви, де Наташа Манор закінчила акторсько-режисерський факультет Державного інституту театрального мистецтва (ДІТІС, більш відомий як ГІТІС) на експериментальному курсі-майстерні Андрія Олександровича Гончарова та Марка Анатолійовича Захарова. В дипломному спектаклі «Пристрасті по Митрофану» (за п'єсою «Недоросль» Фонвізіна, режисер Євген Ар'є) виконала роль пані Простакової, за яку отримала приз «Надія» як накраща акторка.

## Творча діяльність
З 1986 року по 1990 рік Наталія Манор грала в театрі імені Маяковського. Нагороджена Золотою медаллю академії театрального мистецтва Росії. Знялася у фільмах «Погана квартира» та «Феофанія, малює смерть».
У 1990 році вона переїхала до Ізраїлю. В Ізраїлі стала однією із засновників театру «Гешер» і його провідною актрисою. З 2000 року Наташа Манор також виступає як співачка з концертними програмами, виконуючи старовинні і сучасні романси. Як фотомодель вона знялася у фотосесії для центру естетичної косметології.
З 2002 року є постійною ведучою популярної розважальної програми «Сім сорок» на каналі «Ізраїль плюс» разом з Яном Левінзоном.
У 2007 році Наташа Манор отримала премію в категорії «Краща жіноча роль» на фестивалі "Театронето" в Акко, за роль у виставі «Так все і було» режисера Йорама Фалька, заснованому на розповіді Наталії Гінзбург. Вона грає дружину Альберто, з яким одружилася, хоча і знала, що він зраджує їй. Вона любить Альберто і готова його пробачити, але втрачає дитину і зрештою ламається, стріляє в чоловіка і вбиває його.

## Призи та премії

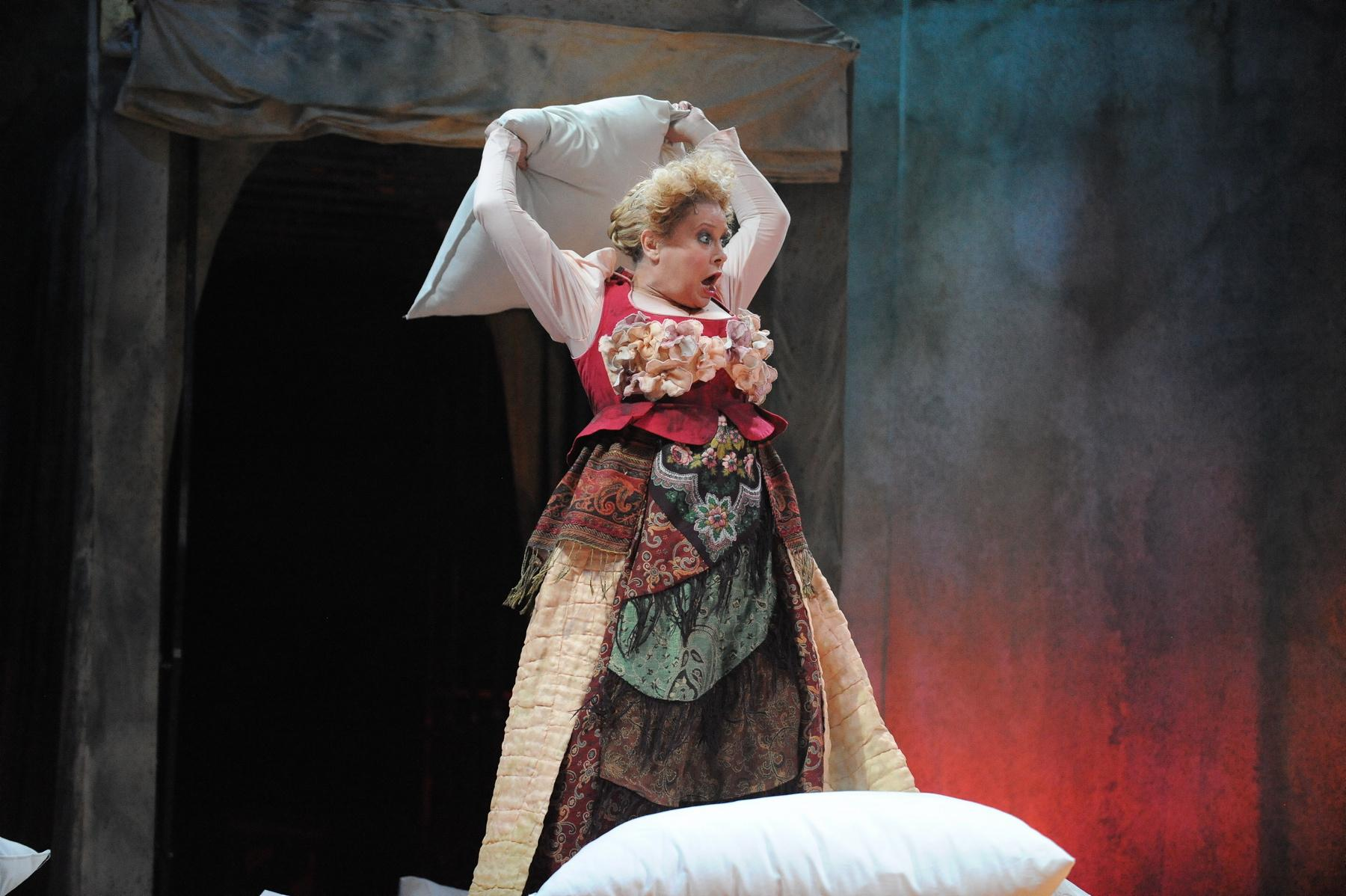
У виставі «Ревізор»

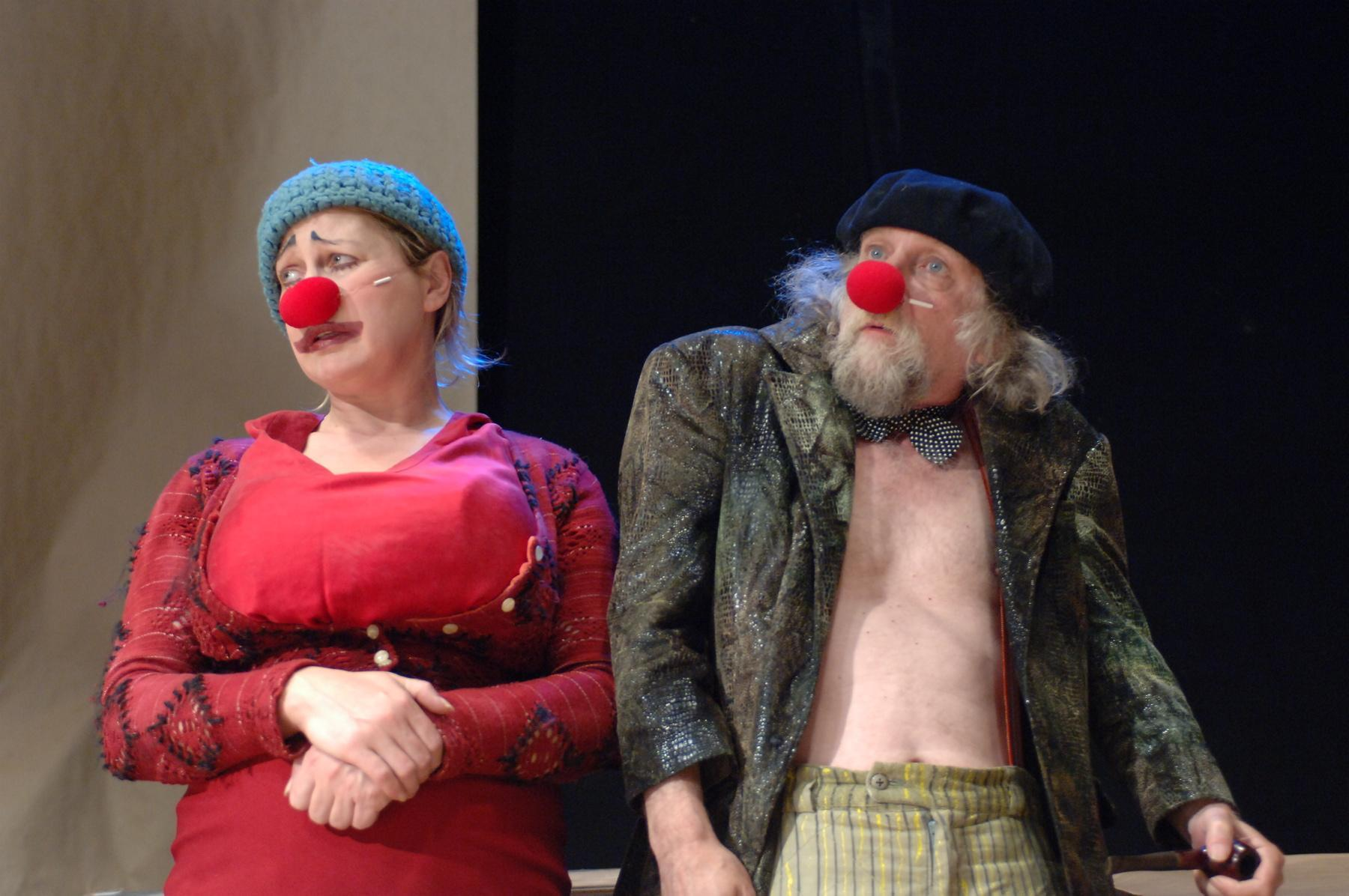
У виставі «Якиш і Пупче»

- приз «Надія» в категорії «Найкраща молода акторка».
- приз «ТеатроНетто»[he] в категорії «Краща жіноча роль».
- приз за кращу жіночу роль у фільмі «Байт мешутаф»[he] на кінофестивалі в Сан-Франциско.
- телевізійна премія «Золота Дев'ятка-2007».

## Вистави

### У театрі імені Маяковського
- «Пристрасті по Митрофану», режисер – Євген Ар'є (Пані Простакова)
- «Захід» (Ісаак Бабель), постановка – Андрій Гончаров, режисер Юрій Іоффе (Маруська)
- «Наливні яблука», постановка – Андрій Гончаров, художник — Борис Бланк (Филицата)
- «Розенкранц і Гільденстерн мертві», постановка – Євген Ар'є (Королева Гертруда)

### В театрі Гешер
- «Справа Дрейфуса», постановка — Євген Ар'є (Зіна)
- «Мольєр», постановка — Євген Ар'є ( Мадлен Бежар )
- «Якби…», постановка — Євген Ар'є (Пані Простакова, Сваха , Ельзевіра Давидівна )
- «Розенкранц і Гільденстерн мертві», постановка — Євген Ар'є (Королева Гертруда )
- «Адам - син собаки» [he] (Олександр Червінський), постановка — Євген Ар'є (мадам Файн, Клопфер, Рут, Айріс)
- «Ідіот», постановка — Євген Ар'є (Настасья Пилипівна)
- «На дні», постановка — Євген Ар'є (Настя)
- «Тартюф», постановка — Євген Ар'є (Ельміра)
- «Сільце» [he], постановка — Євген Ар'є (мати Даси, Клара Ердель)
- «Місто. Одеські оповідання», постановка — Євген Ар'є (Аріна, Маргарита Прокопівна)
- «Три сестри», постановка — Євген Ар'є ( Ольга)
- «Річка», постановка — Євген Ар'є ( Огудалова Харита Гнатівна )
- «Мадемуазель Жюлі», постановка —  Йосі Ізраель [he] (Христина )
- «Сон літньої ночі», постановка — Євген Ар'є ( Титания )
- «Раб» [he] (Ісаак Башевис-Зінгер), постановка — Євген Ар'є (графиня Тереза Піліцкая )
- «Всі хочуть в Голлівуд», постановка — Ілан Торен ( Еллейн)
- «На 2 голоси» (Брайен Фріл), постановка — Євген Ар'є ( Соня Серебрякова)
- «Варіації для театру з оркестром», постановка — Євген Ар'є
- «Момік» [he] (Давид Гроссман), постановка — Євген Ар'є ( Бела Маркус, тітка Їтка )
- «Вишневий сад», постановка — Євген Ар'є (Любов Андріївна Раневська)
- «Той самий Мюнхгаузен», постановка — Євген Ар'є ( Якобінія фон Мюнхаузен )
- «Якіш і ПУПЧ» (Ханох Левін), постановка — Євген Ар'є та Шимон Мімран ( мати Якіша )
- «Так все і було» (Наталія Гінзбург), постановка — Йорам Фальк (моноспектакль)
- «Вороги. Історія любові» (Ісаак Башевис-Зінгер), постановка — Євген Ар'є та Рої Хен (Ядвіга)
- «Шість персонажів у пошуках автора», постановка — Євген Ар'є ( перший персонаж )
- «Ревізор», постановка — Євген Ар'є (Анна Андріївна)
- «Призначена собі», постановка — Йорам Фальк
- «Голуб і хлопчик», постановка — Євген Ар'є та Рої Хен (тітка хлопчика)

## Фільмографія
- «Погана квартира» (СРСР)
- «Феофанія, малює смерть» (СРСР)
- «Ерец хадаша» (Ізраїль)
- «Маленька країна — великий чоловік» (Ізраїль)
- «Афарсек» (Ізраїль)
- «Бейт Ави»[he] (Ізраїль)
- «Зинзана»[he] (Ізраїль)
- «Байт мешутаф»[he] (Ізраїль)
- «Іш ха-хашмаль» (Ізраїль)
- «Під небом Верони» (Росія — Ізраїль)
- «Родинний обмін» (Росія)
- «Ширут хадарим»[he] (Ізраїль)
- «Вояж» (Франція)
- «Ліна&Олена» (Австрія)